# Пшезьдзецкий, Хенрик (спортсмен)
Хенрик Пшезьдзецкий (пол. Henryk Przeździecki; 20 февраля 1909, Варшава — 1 ноября 1977, Варшава) — польский футболист и хоккеист, тренер. Игрок сборных Польши по футболу и хоккею. В составе хоккейной сборной — участник двух Олимпиад (1936, 1948).

## Биография
Воспитанник клуба «Оркан» (Варшава). В футболе в 1926—1938 годах играл на позиции полузащитника за столичную «Легию». Наивысшим достижением на клубном уровне стало третье место в чемпионате Польши (1928, 1930, 1931). Сыграл один матч за сборную Польши — 15 сентября 1935 года в Лодзи против Латвии (3:3).
В хоккее в 1930—1936 годах играл на позиции вратаря за клуб «Легия», в 1936—1939 годах — за «АЗС» (Варшава). В составе «Легии» в 1933 году стал победителем чемпионата Польши. Выступал за сборную Польши, участник Олимпийских игр 1936 года (1 матч), чемпионатов мира 1935 (был запасным) и 1937 года (2 матча).
Участвовал в сентябрьской кампании (1939) Второй мировой войны против нацистской Германии, во время войны попал в плен и провёл несколько лет в лагерях военнопленных.
После окончания войны играл в футбол за любительский клуб «Сирена» и тренировал его.
В хоккее возобновил выступления на высоком уровне. Играл в высшем дивизионе Польши за «Легию»/«ЦВКС» (1946—1952). Завоевал ещё один чемпионский титул в качестве игрока (1951). В 1948 году во второй раз принял участие в Олимпийских играх, выходил на лёд в 6 матчах. В общей сложности сыграл за хоккейную сборную 49 матчей.
В 1953—1957 годах работал тренером ЦВКС (в 1956 году клуб вернул название «Легия»), в каждом сезоне приводил клуб к победе в чемпионате. Входил в тренерский штаб национальной сборной.
Похоронен на Северном коммунальном кладбище в Варшаве.

## Личная жизнь
Брат Вацлав (1907—1979) также был футболистом, играл за варшавские «Оркан», «Легию», «Варшавянку», «Сирену», а также за «Гурник» (Валбжих).